# André Cauty
 (avril 2010).
Si vous disposez d'ouvrages ou d'articles de référence ou si vous connaissez des sites web de qualité traitant du thème abordé ici, merci de compléter l'article en donnant les références utiles à sa vérifiabilité et en les liant à la section « Notes et références ».
André Cauty est professeur d'épistémologie et d'histoire des sciences à l'université Bordeaux-I depuis 1988. Il est né le 10 novembre 1941, à Hem dans le Nord dans une famille nombreuse de médecins, pharmaciens et enseignants. Il est également chercheur en linguistique au Centre d’étude des langues indigènes d'Amérique, CELIA (CNRS, Villejuif), celia.cnrs.fr  fondé par le professeur Bernard Pottier. Depuis 2010, le CELIA est une composante de l'unité mixte intitulée SeDyL, Structure et Dynamique des Langues (UMR8202 du CNRS, UMR135 de l’IRD) issue de la fusion du CELIA (UMR8133 du CNRS, créée en 1973) et d’une partie des enseignants chercheurs du Cercle de Linguistique de l’Inalco, reconnu comme PPF par la DES depuis 1998. SeDyL a pour tutelles principales le CNRS et l’INALCO, ainsi que l’IRD, dont il constitue l’UR135. SeDyL est membre du laboratoire d’excellence EFL (LABEX EFL : http://www.labex-efl.org). De 1988 à 2003, André Cauty est directeur de publication de la revue Amerindia, revue d'ethnolinguistique amérindienne , publiée avec le concours du CNRS par les chercheurs du CELIA et éditée par l'Association d'Ethnolinguistique Amérindienne  {http://www.vjf.cnrs.fr/clt/php/vf/Page_revue.php?ValCodeRev=AMERIN].

## Biographie
André Cauty a d'abord enseigné les mathématiques—au Sahara algérien dans les centres de formation professionnelle de l'AASE (Laghouat et El Oued), au Venezuela à l'Université des Andes (Mérida) et à l'Université Simon Bolivar (Caracas), au Maroc au CPR de Tanger, Centre Pédagogique Régional, puis en France à l'Université de Nantes—et découvert (dans sa période vénézuélienne et sous l'influence d'André Lentin) la recherche linguistique de terrain, avant de s'orienter vers les Sciences cognitives et se spécialiser dans l'étude des cogenèses notions/notations de concepts et pratiques mathématiques de base qu'il développe indifféremment en France (CELIA et Bordeaux-I) ou en Amérique latine (Brésil, Colombie, Mexique).
Professeur d'épistémologie dans une université « Sciences et Technologies au service de l'Homme et de l'Environnement », il a créé et développé à partir de 1999 le laboratoire interdisciplinaire ÉPISTÉMÉ  (EA 2971). En janvier 2011, le laboratoire ÉPISTÉMÉ fusionnait avec l'équipe Lumières, Nature, Société de Bordeaux-III et donnait naissance au laboratoire SPH, Sciences, Philosophie, Humanités (EA 4574). Toujours à partir de 1999, il développe en collaboration avec les chercheurs de l'université de la Guajira (Colombie) le concept EKU d'Éducation Kwibi Urraga ('maison de la sagesse' en langue Kogui de Colombie) visant à promouvoir une éducation contre l'ethnocide, et à stimuler de nouvelles pratiques de traduction, par les Indiens et dans leurs langues, de textes à contenus complexes comme par exemple un ouvrage mathématique ou scientifique d'un niveau équivalent à celui d'un baccalauréat ou d'un premier cycle universitaire,. Dès les années quatre-vingt André Cauty s'est formé en Didactiques des Mathématiques, et participe régulièrement au développement de l'ethnoéducation,spécialité ethnomathématiques, en Amérique latine.
André Cauty est aussi chercheur en linguistique au CELIA. Ses recherches de terrain sur la langue des Panaré de l'Orénoque (Venezuela) ont montré en 1974 que cette langue de la famille karib, connue comme la langue e'ñepa est une langue OVS. Dès 1977, le linguiste Desmond Derbyshire, intégrait cette découverte dans ses publications : Desmond C. Derbyshire and Geoffrey K. Pullum, 'Object-initial Languages', International Journal of American Linguistics, vol. 47, No. 3, pp. 192-214. Published by: The University of Chicago Press.
Les recherches de Cauty sur l'Intelligence Arithmétique Maya ont montré la diversité des types écrits de numération maya, et établi que les numérations parlées étaient du type protractif (elles utilisent une opération peu diffusée dans le monde, que désigne le néologisme introduit par Claude Hagège : la Protraction), et que les scribes distinguaient les points de vue ordinal et cardinal du nombre, qu'ils inventèrent deux signes zéro différents pour signifier ces deux notions,, et elles l'ont conduit à engager une approche critique comparée des productions mathématiques mayas et aztèques. Présentés en 2002 dans les Mémoires de la Société de Linguistique de Paris, les résultats obtenus dans ce domaine par Cauty, en collaboration avec l’épigraphiste Jean-Michel Hoppan, sont résumés par Jacques François  qui écrit page 3 de l'avant-propos des Mémoires de la SLP: "Enfin dans Des spécificités des numérations mayas précolombiennes, André CAUTY et Michel HOPPAN nous guident dans l’univers fascinant des idéogrammes numéraux de la culture maya. Les auteurs se proposent pour l’oral d’évaluer la place du procédé de protraction dans le système de numération parlée dans les langues mayas. Pour l’écrit, ils mettent en évidence le développement de deux zéros différents, respectivement ordinal et cardinal. Leur objectif général est de mettre en garde à partir de cette étude contre les excès à la fois « d’un certain déterminisme culturel universaliste et d’un relativisme exagérément déstructurant » et de plaider pour une méthode interdisciplinaire, qu’ils caractérisent comme « une sémiotique des cultures dans le cadre d’une anthropologie de l’histoire de la diversité. »